# Episodi di Stadtklinik (ottava stagione)
L'ottava stagione della serie televisiva Stadtklinik è stata trasmessa in anteprima in Germania dalla RTL tra il 6 marzo 1997 e il 26 giugno 1997.
| nº | Titolo originale        | Titolo italiano | Prima TV Germania | Prima TV Italia |
| -- | ----------------------- | --------------- | ----------------- | --------------- |
| 1  | Der letzte Anruf        | inedito         | 6 marzo 1997      | inedito         |
| 2  | Freundschaft            | inedito         | 13 marzo 1997     | inedito         |
| 3  | Die Erwartung           | inedito         | 20 marzo 1997     | inedito         |
| 4  | Der Drogenkurier        | inedito         | 27 marzo 1997     | inedito         |
| 5  | Liebe ohne Ende         | inedito         | 3 aprile 1997     | inedito         |
| 6  | Aussichtslos            | inedito         | 10 aprile 1997    | inedito         |
| 7  | Problemgeburt           | inedito         | 17 aprile 1997    | inedito         |
| 8  | Die Kränkung            | inedito         | 24 aprile 1997    | inedito         |
| 9  | Alte Freunde            | inedito         | 15 maggio 1997    | inedito         |
| 10 | Das Ende                | inedito         | 22 maggio 1997    | inedito         |
| 11 | Einsamkeit              | inedito         | 5 giugno 1997     | inedito         |
| 12 | Die Enthüllung          | inedito         | 12 giugno 1997    | inedito         |
| 13 | Unerwünscht             | inedito         | 19 giugno 1997    | inedito         |
| 14 | Aufgedrängte Erinnerung | inedito         | 26 giugno 1997    | inedito         |